# Бістра (Біхор)
Бістра (рум. Bistra) — село у повіті Біхор в Румунії. Входить до складу комуни Попешть.
Село розташоване на відстані 423 км на північний захід від Бухареста, 43 км на північний схід від Ораді, 103 км на північний захід від Клуж-Напоки.

## Населення
За даними перепису населення 2002 року у селі проживали 1053 особи.
Національний склад населення села:
| Національність | Кількість осіб | Відсоток |
| -------------- | -------------- | -------- |
| румуни         | 882            | 83,8%    |
| цигани         | 157            | 14,9%    |
| угорці         | 11             | 1,0%     |

Рідною мовою назвали:
| Мова      | Кількість осіб | Відсоток |
| --------- | -------------- | -------- |
| румунська | 892            | 84,7%    |
| циганська | 147            | 14,0%    |
| угорська  | 12             | 1,1%     |